# Gaj Oławski
Gaj Oławski est un village de la gmina d’Oława se situant dans le sud-ouest de la Pologne. 
Sa population s'élève à 283 habitants.
Il est localisé à environ 5 kilomètres de Oława et 27 kilomètres de la capitale régionale de la voïvodie de Basse-Silésie, Wrocław. Église de la Sainte-Trinité (1827).